# Les Useres
Les Useres település Spanyolországban, Castellón tartományban. Les Useres Atzeneta del Maestrat, Costur, Culla, Figueroles, Lucena del Cid, La Serra d'en Galceran, Vall d'Alba és Vilafamés községekkel határos. Lakosainak száma 961 fő (2024).

## Népesség
A település népessége az elmúlt években az alábbi módon változott:
| Lakosok száma | 979  | 988  | 1001 | 1005 | 1013 | 992  | 994  | 962  | 968  | 961  |
|               | 2001 | 2004 | 2006 | 2009 | 2011 | 2014 | 2016 | 2019 | 2021 | 2024 |